# Rinnentorturm (Bensheim)

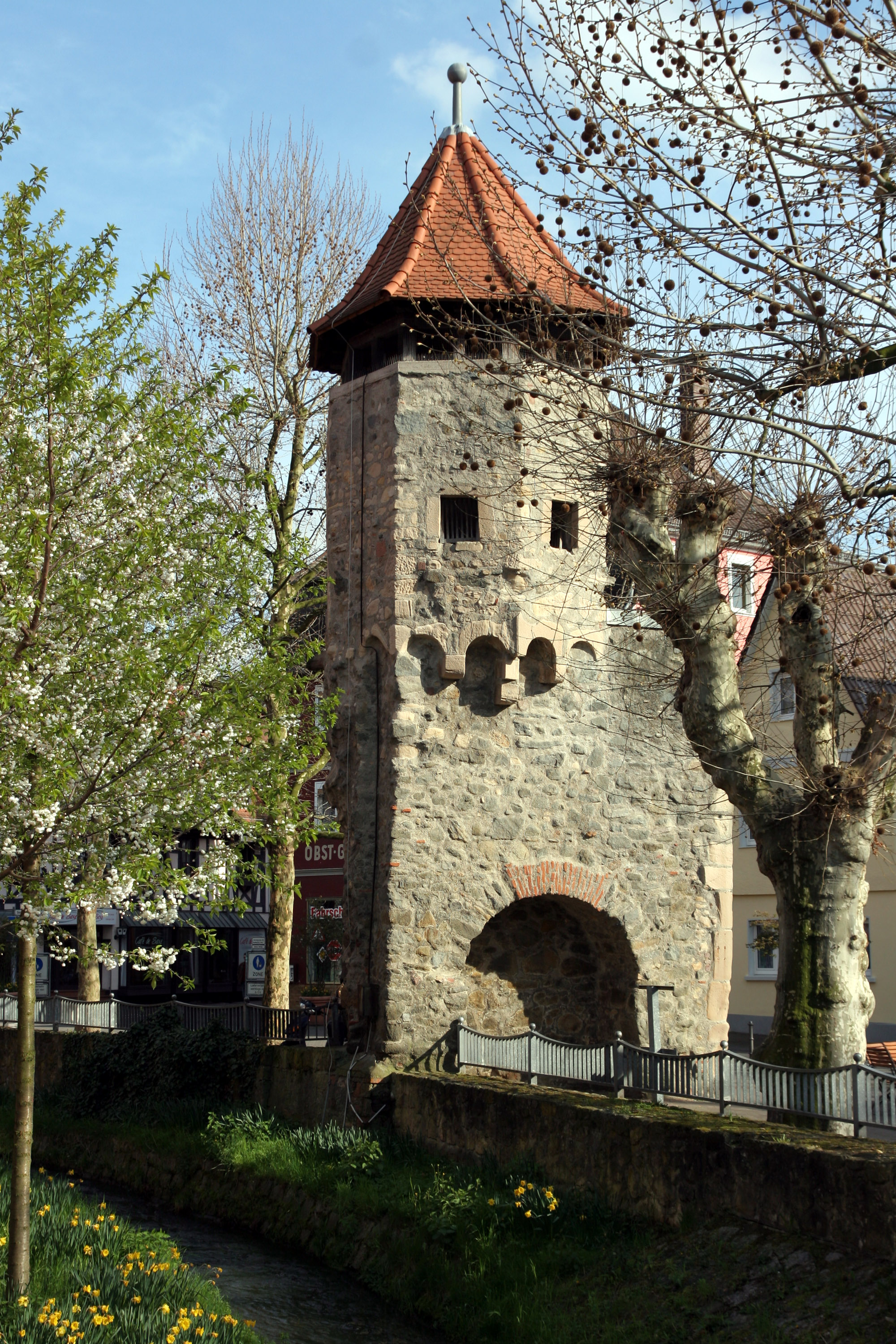
Der Rinnentorturm heute (aus westlicher Richtung betrachtet). Unten links fließt die Lauter.

Der Rinnentorturm, häufig auch als Rinnentor bezeichnet, ist ein Torturm und Kulturdenkmal in Bensheim an der Bergstraße.

## Funktion
Der Rinnentorturm ist ein Rest der mittelalterlichen Stadtbefestigungsanlage, die im 13. und 14. Jahrhundert zur Sicherung der Stadt Bensheim errichtet wurde. Das Rinnentor, so wird heute vermutet, sollte den westlichen Abfluss der Lauter aus der Stadt heraus sichern. Ursprünglich bestand das Rinnentor aus einem mittleren Baukörper mit hohen Korbbogenöffnungen sowie Schlüsselscharten in der westlichen Mauer des Wehrganges. Im Norden fügte sich der heutige Rinnentorturm an, weiter südlich der Sicherungsbau. In der ersten Hälfte des 18. Jahrhunderts wurde die Lauter nach Norden verlegt und die südliche Stadtmauer abgebrochen, um einen westlichen Stadtausgang zu schaffen. 1885 wurde dann dieses Stadttor auf Betreiben einiger Bürger bis auf den heutigen Rinnentorturm abgebrochen. Als Gründe wurden verkehrstechnische Probleme (eine zu enge Durchfahrt für Kutschen) sowie eine angebliche Baufälligkeit angeführt. Die Stadt Bensheim gab damit eines ihrer Wahrzeichen auf. Ein Verlust, den man bald realisierte und der noch heute im Bewusstsein vieler Bensheimer Bürger vorhanden ist.

## Der Rinnentorturm heute
Der Rinnentorturm ist in gelbem Sandstein erbaut. Bis etwa zur halben Höhe ist er quadratisch aufgebaut. Ein Rundbogenfries auf Konsolen führt nach oben in eine oktogonale Form. Abgeschlossen wir er oben durch einen Spitzhelm, der mit roten Biberschwänzen gedeckt ist und an der obersten Spitze einen Knauf hat. Ein Reststück des Mittelbaues ist in südlicher Richtung noch vorhanden. Im Norden kann man die Abbruchstelle der ehemaligen Stadtmauer deutlich erkennen. Im Erdgeschoss befindet sich eine Rundbogennische. Im Osten ist eine Freitreppe, die zu einem spitzbogigen geschlossenen Portal führt. Das Obergeschoss weist kleine rechteckige Öffnungen auf. Die Rundbogenöffnungen des Wehrgangs wurden dagegen vermauert.

## Bedeutung
Als einer der wenigen Reste der mittelalterlichen Verteidigungsanlagen Bensheims hat der Rinnentorturm einen besonderen historischen Wert. Der Rinnentorturm ist ein unter Denkmalschutz gestelltes Kulturdenkmal.

## Der Rinnentorturm früher und heute

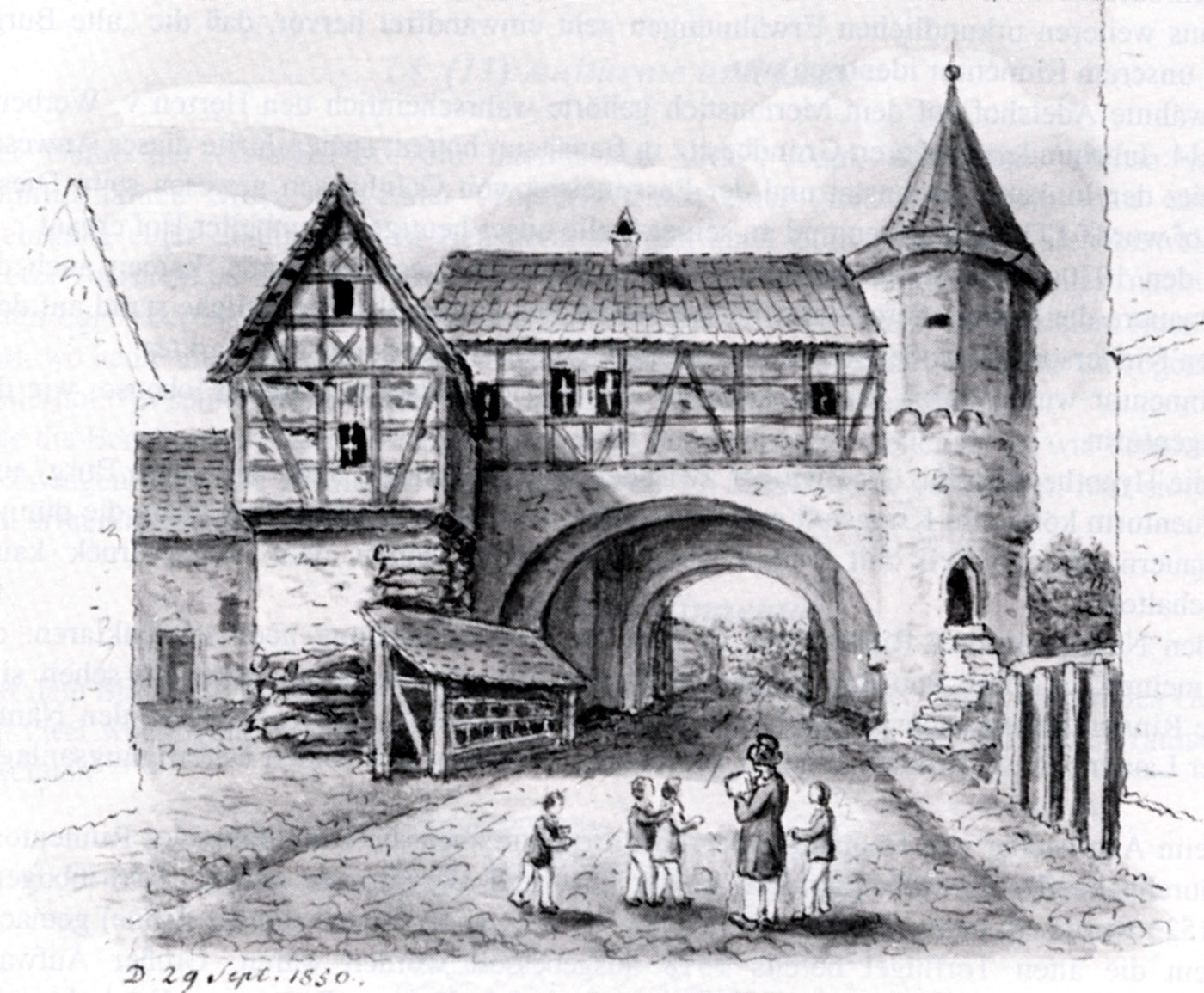
Das Rinnentor auf einem Aquarell von 1850
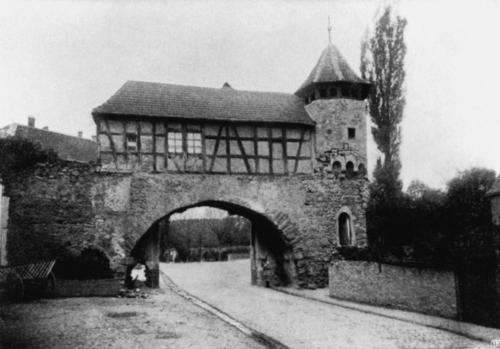
Das Rinnentor in einer Aufnahme vor 1885 (Blick innerhalb der Stadtmauer nach Westen)
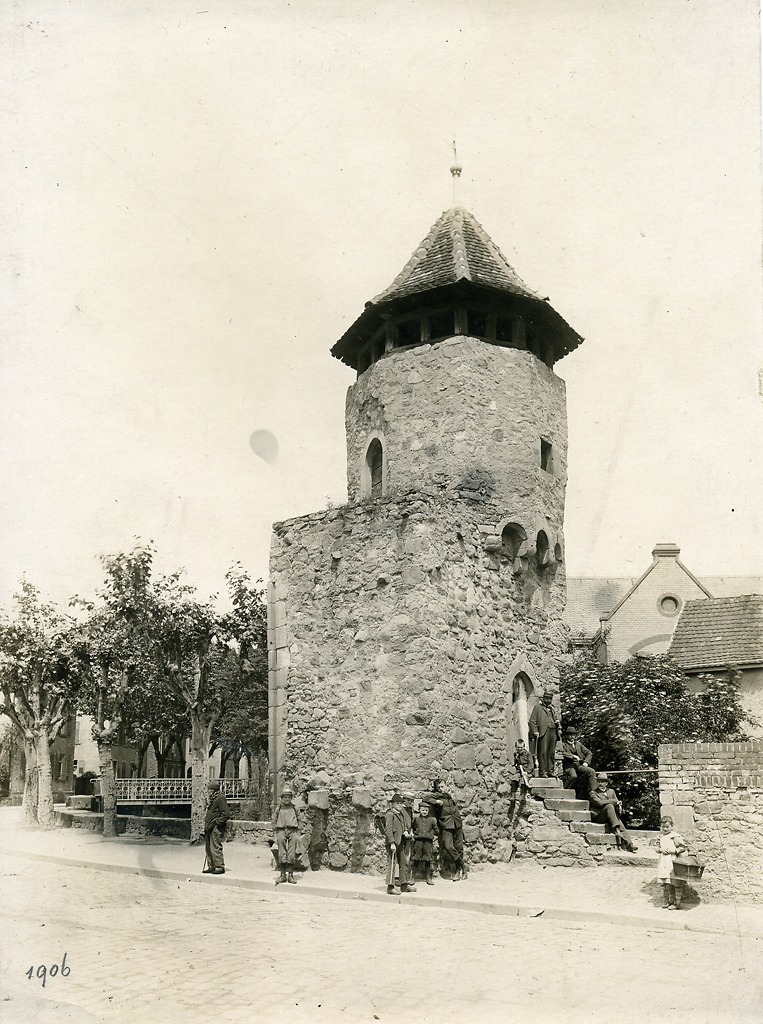
Das Rinnentor im Jahr 1906
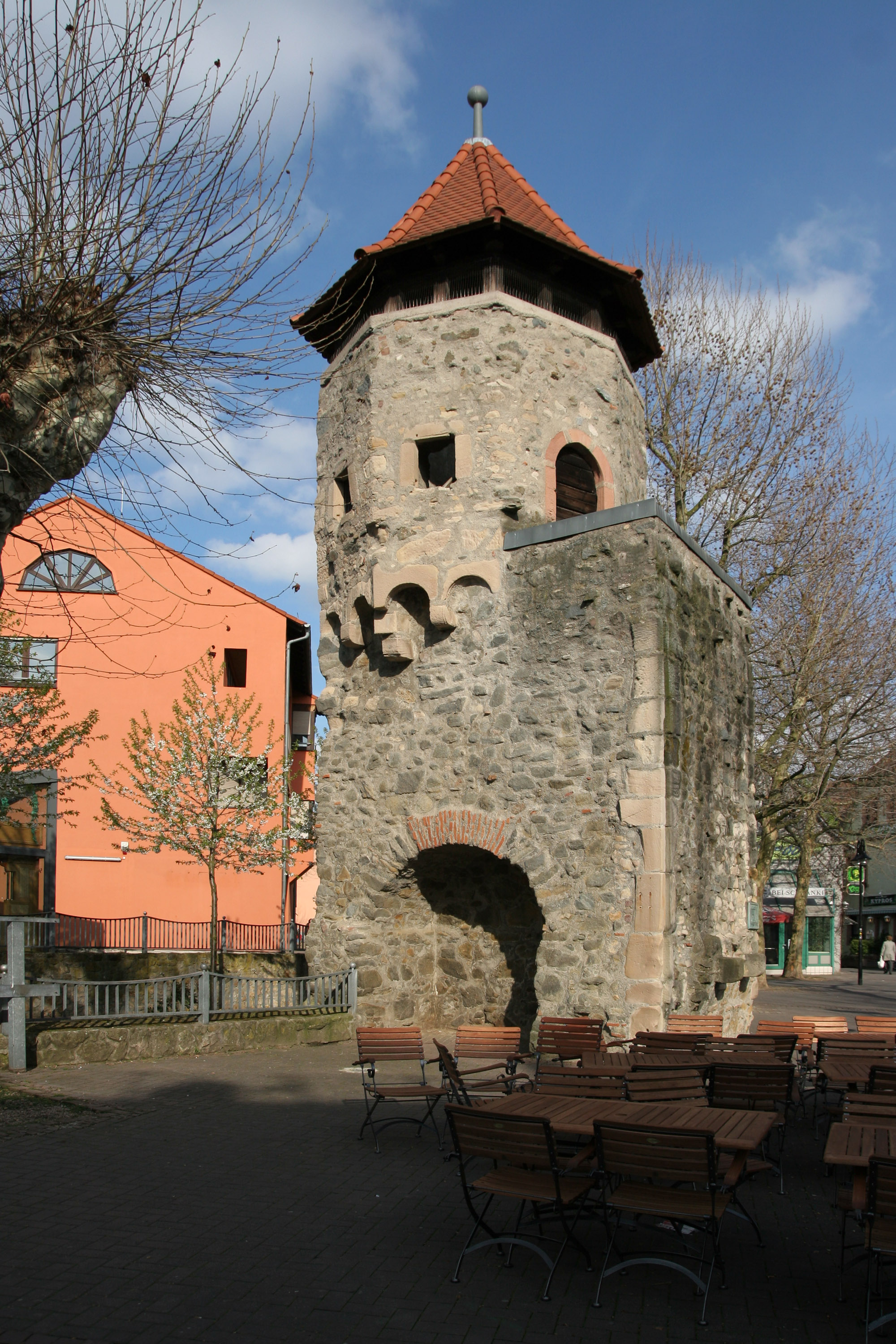
Die Westseite
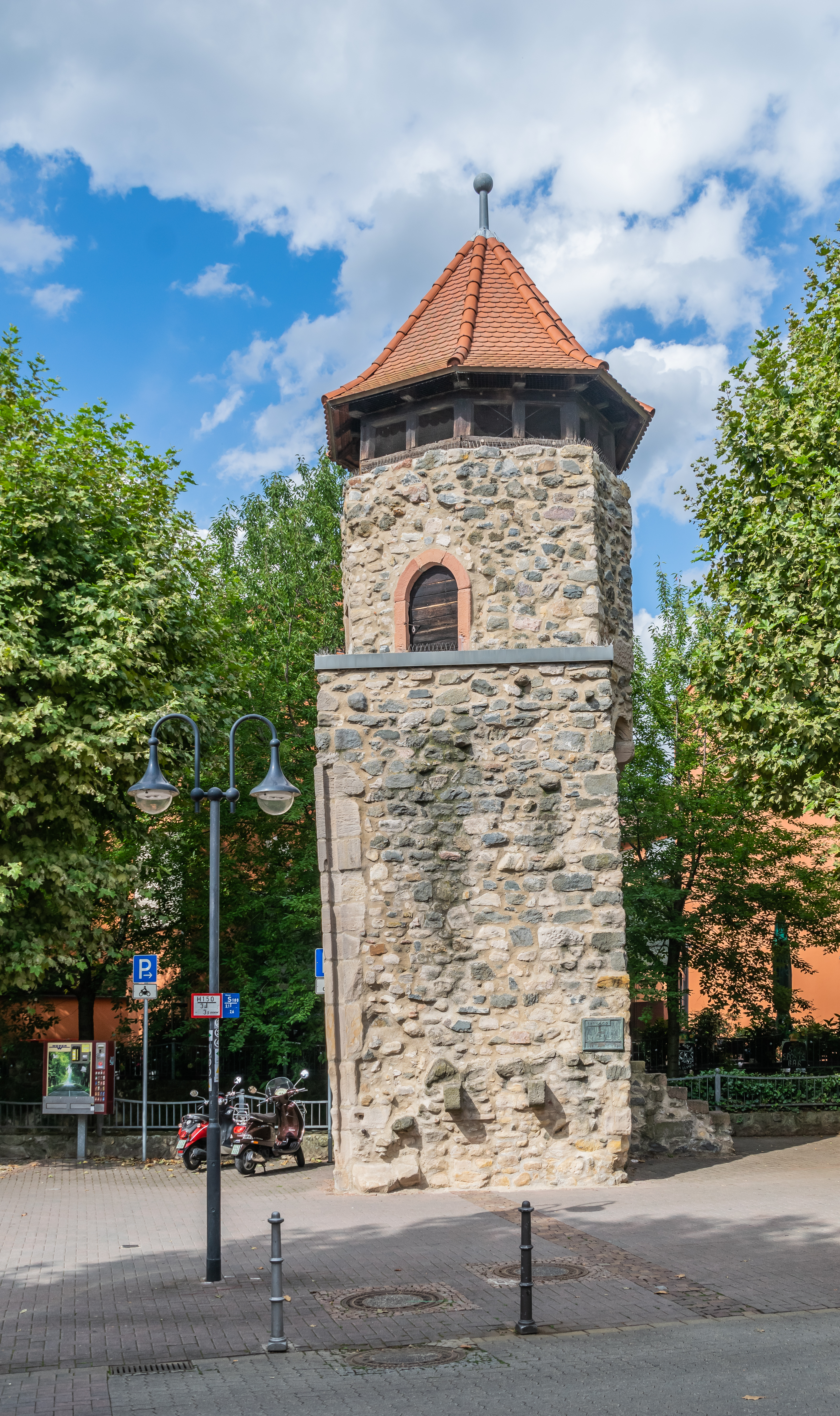
Die Südseite